# Tennessee (Schiff, 1920)
| USS Tennessee nach dem Umbau.       | |
| Geschichte                          | |
| Kiellegung:                         | 14. Mai 1917 |
| Stapellauf:                         | 30. April 1919 |
| Indienststellung:                   | 3. Juni 1920 |
| Außerdienststellung:                | 14. Februar 1947 |
| Aus dem Schiffsregister gestrichen: | 1. März 1959 |
| Schicksal:                          | zum Abwracken verkauft 1959, bis 1962 abgewrackt                                                                    |
| Allgemeine Eigenschaften            | |
| Verdrängung: als Neubau             | Konstruktion: 33.190 tn.l.                                                                                          |
| Länge:                              | 190,0 m |
| Breite:                             | 29,7 m |
| Tiefgang:                           | 9,4 m |
| Geschwindigkeit:                    | 21,5 Knoten |
| Besatzung:                          | 1.401 Offiziere und Mannschaften                                                                                    |
| Bewaffnung:                         | 12× 14-Zoll (356 mm) Geschütze, 14× 5-Zoll (127 mm) Geschütze, 4× 3-Zoll (76 mm) Geschütze, 2× 21-Zoll Torpedorohre |

Die USS Tennessee (BB-43) war ein Schlachtschiff der United States Navy und das Typschiff von zwei Schiffen der Tennessee-Klasse. Sie wurde 1920 in Dienst gestellt und beim japanischen Angriff auf Pearl Harbor am 7. Dezember 1941 beschädigt. Die Tennessee wurde anschließend wieder instand gesetzt. Sie nahm bis Kriegsende an den Kampfhandlungen im Pazifik teil.

## Tennessee-Klasse
Die Schiffe der Tennessee-Klasse unterschieden sich erheblich von ihren Vorgängerschiffen der New-Mexico-Klasse, hatten aber dieselbe Anzahl 14-Zoll-Geschütze an Bord. Bei ihnen wurde gesteigerter Wert auf den Unterwasserschutz gelegt. Ferner verstärkte man den Panzerschutz im Horizontalbereich und ermöglichte durch die Erhöhung des Rohrneigungswinkels eine größere Reichweite der Geschütze. Man zog damit die Lehren aus der Skagerrakschlacht, bei der sich zeigte, dass die Kampfentfernungen sich weiter steigern würden und gleichzeitig der Horizontalpanzer erhöht werden musste, da die Granaten auf größere Entfernung senkrechter auf das Schiff auftreffen würden. Gleichzeitig ging man bei ihnen dazu über, den Klipperbug zu bauen, damit sie besser in schwerer See operieren konnten. Sie waren fast baugleich mit der folgenden Colorado-Klasse, hatten jedoch nur zwölf 14-Zoll-Geschütze, hingegen die Folgeschiffe eine Kalibersteigerung auf acht 16-Zoll-Geschütze.
Die Schiffe der Tennessee-Klasse waren sehr schwer gepanzert und verfügten über die neuesten Entwicklungsstufen des Kriegsschiffbaus, so dass sie gegen Torpedo- und Minentreffer einen besseren Schutz besaßen als vergleichbare ältere Schlachtschiffe. Ihr größter Nachteil war ihre zu geringe Geschwindigkeit von knapp 22 Knoten, mit der sie gegenüber ausländischer Konkurrenz nicht mithalten konnten, da neuere Schlachtschiffe (und noch vorhandene Schlachtkreuzer) um die 30 Knoten Geschwindigkeit laufen konnten.

## Geschichte

### Von der Indienststellung bis zum Krieg

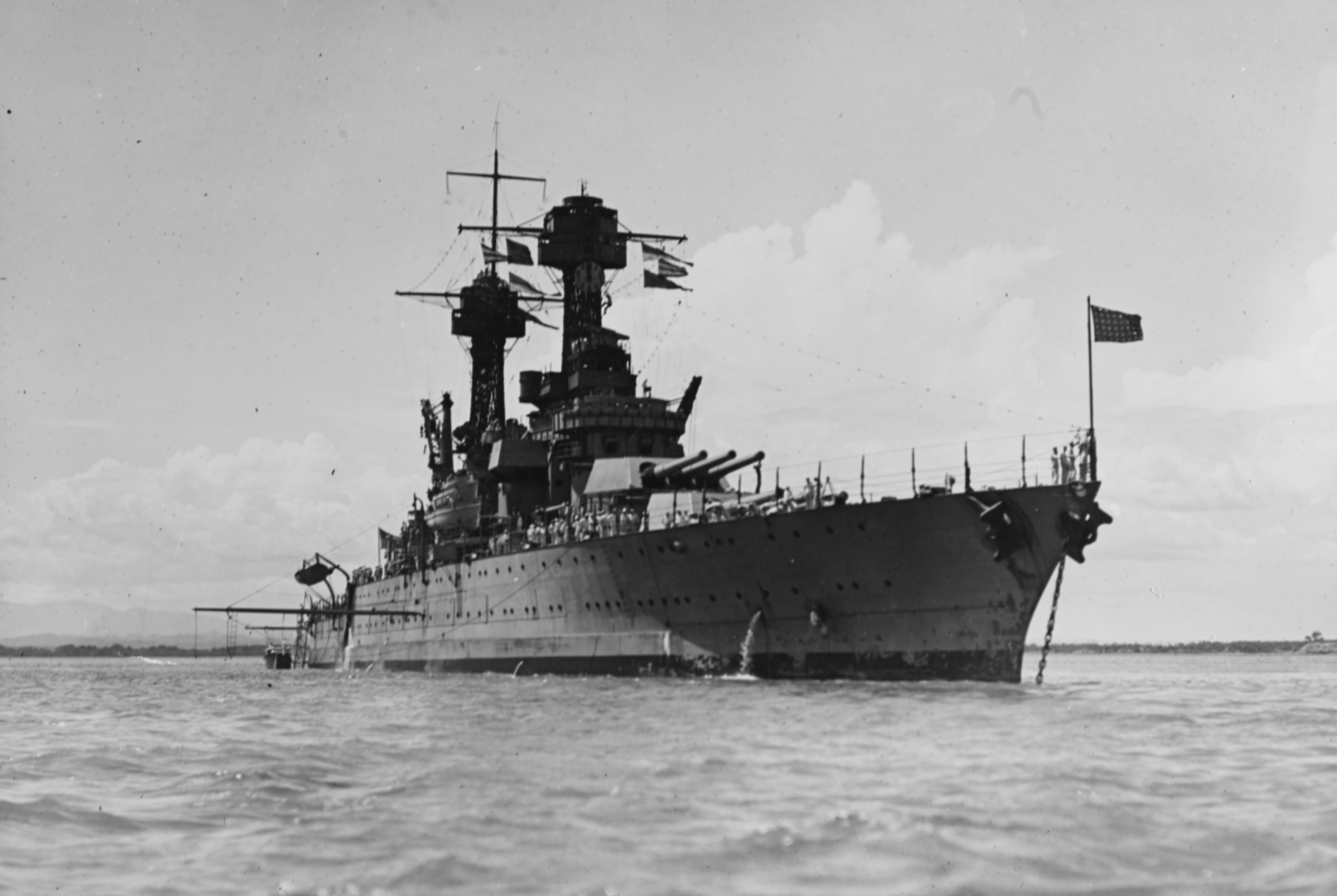
Tennessee im Originalzustand

Der Bau der Tennessee wurde bereits 1915 beschlossen, aber durch den Ersten Weltkrieg bedingt wurde der Bau nur zögernd fortgeführt, da man im Krieg mehr Schiffe zur Abwehr deutscher U-Boote brauchte und bei ihrer langen Bauzeit eine Fertigstellung vor Beendigung des Krieges als irreal verworfen wurde. Außerdem zog man Konstruktionslehren aus dem Verlauf des Krieges und der damit geschlagenen Seeschlachten.
Das Schiff wurde auf der New York Navy Yard gebaut, der Kiel wurde am 14. Mai 1917 gelegt. Der Stapellauf folgte am 30. April 1919 und am 3. Juni 1920 konnte die Tennessee in Dienst gestellt werden. Sie wurde sofort der Atlantikflotte zugeordnet und absolvierte dort ihre ersten Probefahrten.
1922 wurde sie zur Pazifikflotte überstellt, bei der sie bis zum Kriegseintritt der USA Dienst tat.

### Angriff auf Pearl Harbor

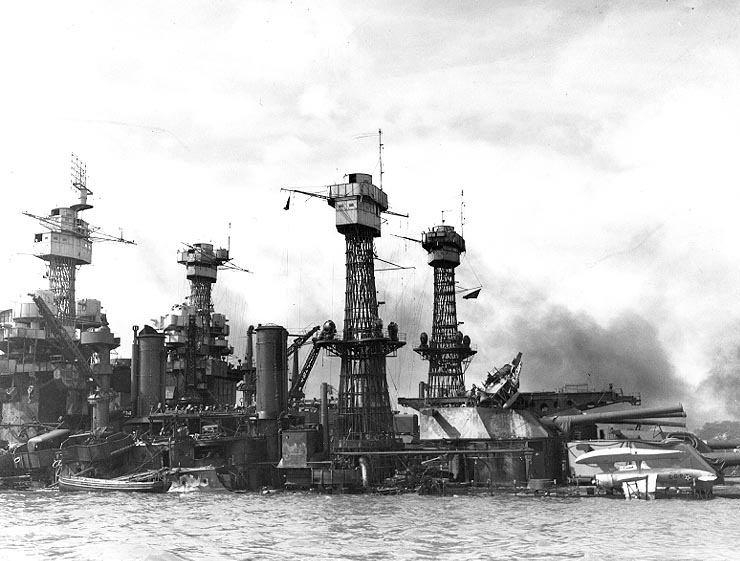
West Virginia (im Vordergrund) nach dem japanischen Angriff auf Pearl Harbor neben der Tennessee

Beim japanischen Angriff auf Pearl Harbor am 7. Dezember 1941 lag die Tennessee im Hafen neben dem Schlachtschiff West Virginia und wurde nur leicht beschädigt. Allerdings lag sie für zehn Tage durch die auf ebenem Kiel gesunkene West Virginia blockiert an ihrem Liegeplatz.

### Instandsetzung
Das Schiff verlegte vier Tage später an die Westküste, um bei der Puget Sound Navy Yard repariert zu werden. Bei der Gelegenheit wurde die Flak-Bewaffnung verbessert und Radar eingebaut.
Daraufhin wurde sie an der US-Pazifikküste zu diversen Manövern herangezogen und im Jahre 1942 fuhr sie einige Eskorten für andere kriegswichtige Schiffe der Task Force 1. Sie verblieb an der Pazifikküste, da man befürchtete, dass die japanische Marine auch hier einen Angriff wagen würde.
Im Sommer 1942 erreichte sie wieder Puget Sound Navy Yard, um dieses Mal vollständig umgebaut zu werden. Wie bei der West Virginia wurden die Gittermasten komplett entfernt, die beiden Schornsteine zu einem Schornstein zusammengefasst, die Brückenaufbauten neu konstruiert im Stil der Schlachtschiffe der Iowa-Klasse, neue optische Messgeräte eingebaut, Radar hinzugefügt und eine starke Verstärkung der Flugabwehrbewaffnung installiert, so dass das Schiff sein Aussehen grundlegend veränderte und für die neue Art der Seekriegsführung gerüstet war.
Im Mai 1943 konnte die Tennessee wieder an aktiven Einsätzen der Pazifikflotte teilnehmen.

### Kriegseinsätze

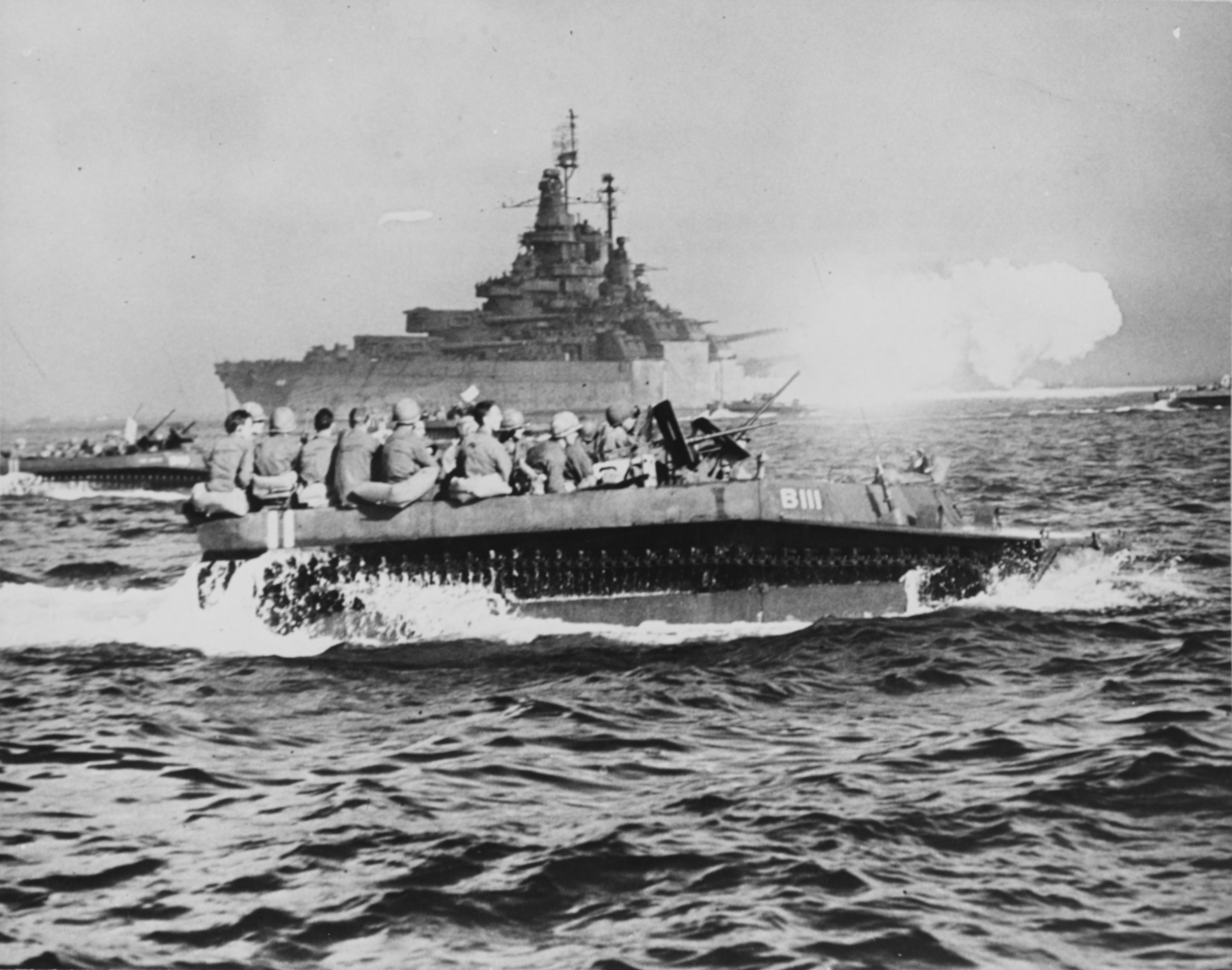
Tennessee beim Beschuss von Okinawa

Bis zur Kapitulation Japans nahm die Tennessee an verschiedenen Kampfeinsätzen der US Navy im Pazifik teil. Das waren unter anderem die Schlacht um die Gilbert-Inseln, die Schlacht um die Marianen-Inseln, die See- und Luftschlacht im Golf von Leyte, die Schlacht in der Philippinensee, die Schlacht um Iwojima und die Schlacht um Okinawa.
In der Schlacht in der Surigaostraße fuhr die Tennessee in der Schlachtschifflinie, die von der West Virginia angeführt wurde, und war maßgeblich an der Versenkung des japanischen Schlachtschiffs Yamashiro und dessen Schwesterschiffs Fusō beteiligt.
Ihre Hauptaufgabe war es, während der Inseleinnahmen den Landungsstreitkräften Deckungsfeuer zu geben und durch diesen Landbeschuss den japanischen Widerstand zu brechen. Während des Krieges verfeuerte sie 9.347 14-Zoll-Granaten, 46.341 5-Zoll-Granaten und mehr als 100.000 Flugabwehrgranaten.

### Nach dem Krieg bis zur Verschrottung
Direkt nach dem Krieg wurde die Tennessee erst nach Yokosuka und dann nach Singapur verlegt. Von dort aus erfolgte ihre Verlegung zur Atlantikflotte auf dem Weg um das Kap der guten Hoffnung.
1947 erfolgte ihre Außerdienststellung und damit der Verbleib in der Reserveflotte.
1959 wurde sie dann endgültig aus dem Schiffsregister der US Navy gestrichen und zum Abwracken an die Bethlehem Steel Company verkauft. Bis 1962 wurde das Schiff komplett abgewrackt.